# رن جيانتشين
رن جيانتشين (بالصينية: 任建新) (و. أغسطس 1925  م) هو سياسي، وقاضي صيني، هو عضوٌ في الحزب الشيوعي الصيني.

## مناصب
تولى منصب أمين اللجنة المركزية للشؤون السياسية والقانونية ‏ (1992–1998)
- رئيس محكمة الشعب العليا في الصين  [لغات أخرى]‏ (1988–1998)
- عضو في اللجنة الوطنية لجمهورية الصين الشعبية  [لغات أخرى]‏

## التعليم
تعلم في جامعة بكين.